# Cnemaspis peninsularis
Espèce
Cnemaspis peninsularis est une espèce de geckos de la famille des Gekkonidae.

## Répartition
Cette espèce se rencontre en Malaisie péninsulaire et à Singapour.

## Description
Cnemaspis peninsularis mesure jusqu'à 60,0 mm.

## Étymologie
Son nom d'espèce lui a été donné en référence au lieu de sa découverte, la péninsule Malaise.

## Publication originale
- Grismer, Wood, Anuar, Riyanto, Ahmad, Muin, Sumontha, Grismer, Onn, Quah & Pauwels, 2014 : Systematics and natural history of Southeast Asian Rock Geckos (genus Cnemaspis Strauch, 1887) with descriptions of eight new species from Malaysia, Thailand, and Indonesia. Zootaxa, no 3880 (1), p. 1–147.